# 銀腰針尾雨燕屬
銀腰針尾雨燕屬，是雨燕目雨燕科下的一個屬。本屬物種分佈於非洲及東南亞，目前下屬2個物種。

## 命名歷史
本屬由英國博物學家歐仁·W·奧特斯於1918年描述。其模式種由單型指定為銀白腰刺尾雨燕。其屬名由古希臘語的或（羅馬化：或，「針」之意）及（「尾巴」之意）組成。

## 下屬物種
本屬包含以下物種：
- 銀白腰刺尾雨燕 Rhaphidura leucopygialis (Blyth, 1849)
- 白尾刺尾雨燕 Rhaphidura sabini (Gray, JE, 1829)

## 外部連結
- 维基共享资源上的相關多媒體資源：銀腰針尾雨燕屬
- 維基物種上的相關：銀腰針尾雨燕屬